# Derwela
Derwela de Cornouailles, dite Sainte Derwela, est une sainte bretonne supposée née en 468. Elle est la première fille, et le premier enfant, du roi Budic de Cornouaille et "Elena" d'Anaumide. Elle est fêtée le 18 mars, avec les Dervel, Derwell et Derwella.
Elle eut notamment pour frères :
- Miliav, l'aîné des fils, prince, puis roi de Cornouailles, qui épousa Aurelia de Broërec puis fut assassiné par son frère cadet Rivod ;
- Rivod, prince puis régent de Cornouailles. Après avoir assassiné son frère, pour continuer de régner sans partage, il amputa, puis fit assassiner le fils de celui-ci, Milwor ;
- Amwn Ddu (« le Noir ») qui épousa Anna de Gwent ;
- Umbrafel qui épousa Afrella (alias Arilda) de Gwent ;
- Iaun Reith (« le Juste »), le benjamin de la fratrie qui amena le peuple de Cornouailles en Armorique, qui forma la Bretagne par la suite.

Sa famille étant déjà très liée à la monarchie de Gwent, Derwela se maria à Ynir Gwent, régnant alors. Ce royaume correspond à peu près au comté éponyme, situé au sud-est du Pays de Galles. Ce comté, délimité par les rivières Severn, Usk et Wye se situe dans la région de Newport.
La légende accompagnant sa famille veut qu'elle recueillit son neveu, Milwor, à la mort de son frère Miliav, orchestrée par son autre frère Rivod.